# Terwasipora complanata
Terwasipora complanata is een mosdiertjessoort uit de familie van de Watersiporidae. De wetenschappelijke naam van de soort is, als Lepralia complanata, voor het eerst geldig gepubliceerd in 1864 door Norman.